# Begonia rotunda
Espèce
Begonia rotunda est une espèce de plantes de la famille des Begoniaceae.
L'espèce fait partie de la section Pritzelia.
Elle a été décrite en 1831 par José Mariano da Conceição Velloso (1742-1811).

## Répartition géographique
Cette espèce est originaire du pays suivant : Brésil.